# 阿施海姆
阿施海姆（發音：[ˈaʃhaɪm]）是德国巴伐利亚州上巴伐利亚行政区慕尼黑县的市镇，面积28.05平方千米，2023年12月31日人口为9,567人。